# Steirische Eliteliga
Die Steirische Eliteliga ist die vierthöchste Eishockeyliga in Österreich und die höchste in der Steiermark. In der Saison 2018/19 nahmen fünf Mannschaften an der Liga teil. Aktueller Meister der Saison 2018/19 ist der ATSE Graz.

## Meister
| Saison  | Meisterclub     |
| ------- | --------------- |
| 2014/15 | EV Zeltweg      |
| 2015/16 | ATSE Graz       |
| 2016/17 | Kapfenberger SV |
| 2017/18 | Kapfenberger SV |
| 2018/19 | ATSE Graz       |

## Geschichte

### Saison 2014/15
Die Steirische Eliteliga wurde das erste Mal in der Saison 2014/15 ausgetragen. Die Liga entstand aus der aufgelösten dritten österreichischen semi-professionellen NAHL. Zudem beteiligten sich auch manche Vereine aus der damaligen Steirischen Landesliga. Damals nahmen fünf Mannschaften an der Meisterschaft teil: EV Zeltweg 2010, LE Kings, ATSE Graz, EC Bulls Weiz und EC Panthers Frohnleiten. Nach 16 Runden wurde ein Play-off ausgetragen, welches nach dem „best of five“-Prinzip aufgebaut ist. Zeltweg dominierte die Vorrunde und gewann die Meisterschaft auch deutlich in Duellen gegen Weiz (3:1) und Leoben (3:0).

### Saison 2015/16
In der Saison 2015/16 stieg der EC Rattlesnakes Hart in die Liga ein und schaffte auch den Einzug in die Play-offs. Auch in dieser Saison dominierte Zeltweg den Grunddurchgang. Frohnleiten schloss die Saison mit nur einem Sieg in 20 Spielen ab. Im Play-off gewann Zeltweg 3:0 gegen die Rattlesnakes und der ATSE Graz gewann die Serie mit 3:1 gegen Leoben. Im Finale gewann überraschend der ATSE Graz mit 3:1 gegen die personalgeschwächten Zeltweger. Topscorer der Saison wurde Robert Koller vom ATSE Graz mit 34 Treffern.

### Saison 2016/17
In der Saison 2016/17 gewann die Eliteliga wieder einen neuen Verein: Der Kapfenberger SV stieg aufgrund finanzieller Probleme aus der zweithöchsten österreichischen Spielklasse, der Alps Hockey League, ab. Nun bestand die Liga aus sieben Mannschaften. Kapfenberg war nun der neue Favorit auf den Meistertitel, denn der Verein konnte alle 18 Spiele der Vorrunde gewinnen. Für das Play-off konnten sich Kapfenberg, Zeltweg, ATSE Graz und völlig überraschend Frohnleiten qualifizieren. Frohnleiten konnte die Mannschaften aus Weiz und Leoben nur knapp hinter sich lassen. Im Play-off gewann Kapfenberg die Serie gegen Frohnleiten mit 3:1, wobei Frohnleiten die einzige Mannschaft war, welche Kapfenberg in der regulären Spielzeit bezwingen konnte. Zeltweg konnte sich mit 3:1 gegen den ATSE Graz durchsetzen. Im Finale blieb es spannend bis zum letzten Spiel, denn Kapfenberg ging mit zwei Siegen in Vorsprung, doch konnte Zeltweg durch zwei Overtime-Siege die Serie auf 2:2 ausgleichen. Das letzte und entscheidende Spiel gewann Kapfenberg mit 6-2. Die Play-offs zogen tausende Steirer in die Eishallen und einige Spiele waren bis auf den letzten Stehplatz ausverkauft. Zum Finalspiel in Zeltweg kamen über 1700 Zuseher. Jeweils in ein Spiel pro Runde wurde live im Internet und auf YouTube übertragen. Ob der KSV in der Saison 2017/18 in der Steirischen Eliteliga bleibt, oder ob er wieder in die Alps Hockey League wechselt, war im Frühling 2017 noch ungewiss. Top-Torschütze wurde wie in der letzten Saison Robert Koller, mit 35 Toren.

### Saison 2017/18
In der aktuellen Saison 2017/18 gibt es einige Änderungen in der steirischen Eliteliga. Die LE Kings nehmen, aufgrund von Kaderschwund, nicht mehr an der Liga teil. In der nächsten Saison will der Verein wieder eine Mannschaft stellen. Der Abgang der Leobner wird aber durch die Neuaufnahme der Graz 99ers Juniors kompensiert. Die Grazer treten heuer mit einer Mannschaft aus U20 und U18 Spielern ihres Vereins an. Der Kapfenberger SV bleibt der Eliteliga erhalten. Der Verein wurde nicht in der Alps Hockey League aufgenommen, da es den Obersteirern an einem konkurrenzfähigen Kader und an finanziellen Mitteln mangelt. Einzig und Allein Testspiele bestreitet der Verein gegen Mannschaften aus der zweiten Liga. Die Mannschaft aus Weiz macht heuer nun gemeinsame Sache mit dem Landesligisten Hartberg aus der Oststeiermark und nennt sich ab jetzt Spielgemeinschaft EC Bulls Weiz/Hartberg. Die Murtal Loins aus Zeltweg und der EC Panthers Frohnleiten können heuer mit einer Kaderaufwertung punkten. Wenig getan hat sich hingegen bei den Rattlesnakes und beim ATSE Graz.

Die Meisterschaft gewann der Kapfenberger SV.

### Saison 2018/19
Nach dem Abgang des Kapfenberger SV und der Jugend der 99ers Graz, spielten in der Saison 2018/19 nur fünf Mannschaften in der Liga.
Der ATSE Graz konnte sich im Finale gegen den EV Zeltweg durchsetzen und gewann den Meistertitel.

### Saison 2019/20
Nach dem Ende der Österreichischen Amateur Hockey Liga (ÖAHL) kehrt der Kapfenberger SV wieder in die Steirische Eliteliga zurück.

## Mannschaften
In der Saison 2018/19 nahmen fünf Mannschaften aus der ganzen Steiermark an der Liga teil. In dieser Tabelle sind alle wichtigen Randinformationen der Mannschaften angeführt.
| Vereine     | EV Zeltweg Murtal Lions    | ATSE Graz                  | EC Panthers Frohnleiten             | EC Bulls Weiz/Hartberg              | EC Rattlesnakes Hart     |
| ----------- | -------------------------- | -------------------------- | ----------------------------------- | ----------------------------------- | ------------------------ |
| Stadt       | Zeltweg (7066 EW)          | Graz-Eggenberg (18.818 EW) | Frohnleiten (6551 EW)               | Weiz (11.701 EW)/Hartberg (6687 EW) | Hart bei Graz (5126 EW)  |
| Spielstätte | Sportzentrum Aichfeldhalle | Eisstadion Graz-Liebenau   | Sport- und Freizeitpark Frohnleiten | Stadthalle Weiz                     | Eisstadion Hart bei Graz |
| Trainer     | Gilbert Kühn               | Martin Iberer              | Jürgen Bedits                       | Christian Hofmaier                  | Andreas Wanner           |